# ジャワ戦争
ジャワ戦争（ジャワせんそう、Perang Diponegoro）は、1825年にジャワ島で勃発した戦争。ジャワ人指導者の名前からディポヌゴロ戦争（Perang Diponegoro）とも呼ばれる。スルタン家の王位継承問題を発端として起きたが、バタヴィア共和国下のオランダ領東インドへの抵抗運動に発展し、ジャワ全土で20万人の死者を出した。ジャワ戦争はジャワ支配階級による最後の反植民地闘争であり、オランダが経験した最大規模の戦争の一つに挙げられている。

## 背景

### ヨーロッパ人支配者への反感

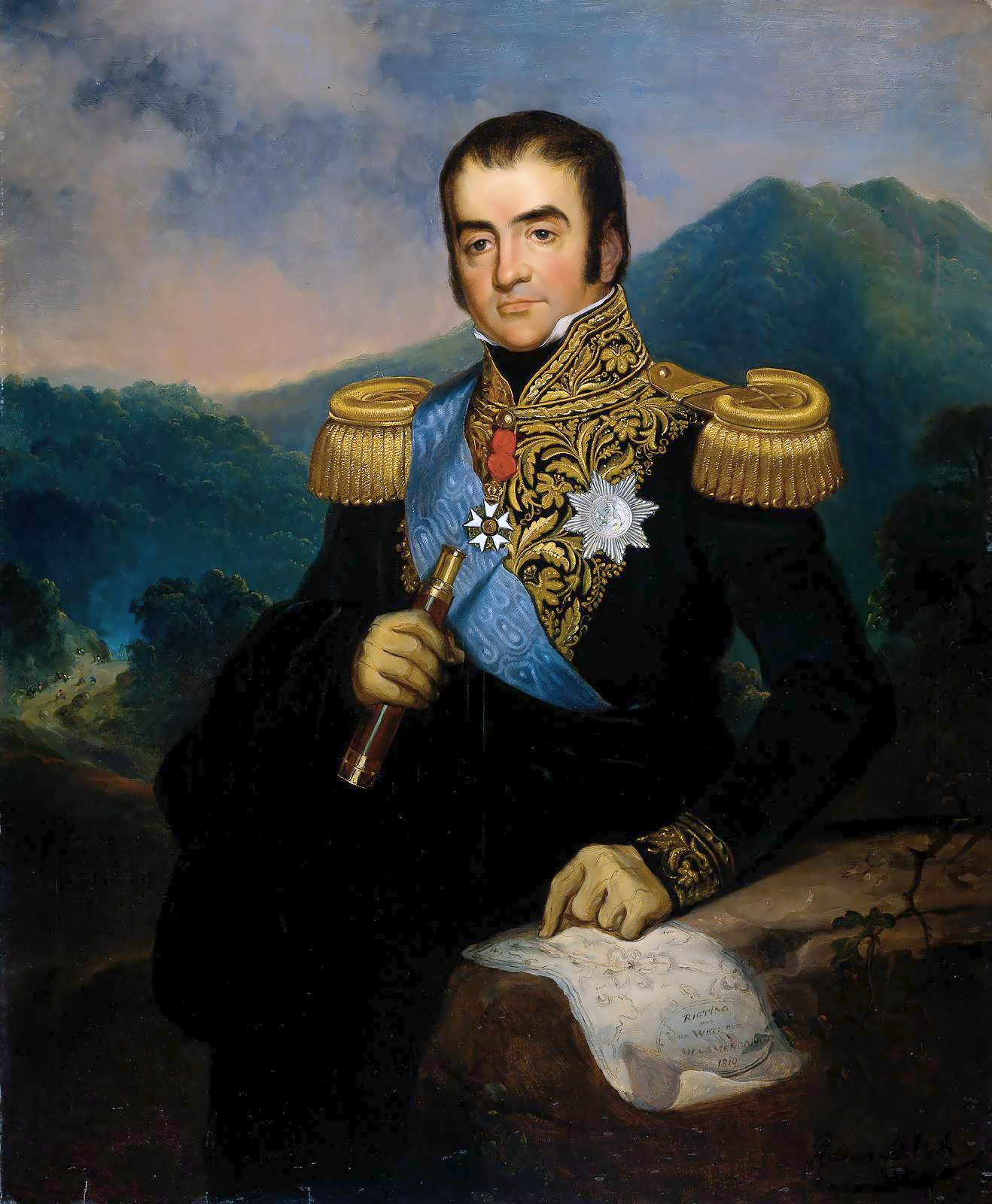
ヘルマン・ウィレム・ダーンデルス

1795年、それまでジャワを支配していたオランダ（ネーデルラント連邦共和国）はフランス革命軍に征服され、ジャワの支配権はフランスに移った。1808年1月5日にフランス帝国から派遣された東インド総督ヘルマン・ウィレム・ダーンデルスは、ジャワ宮廷の儀礼を無視する態度を示したため、ジャワ宮廷からの反感を買った。さらに、ダーンデルスはジャワ貴族や地方領主の収入源だったチークの貿易権を取り上げ植民地政庁に独占させたためジャワ貴族たちの不満は募り、1810年11月にラデン・ランガの乱が勃発する。乱の鎮圧後、ダーンデルスは鎮圧に消極的姿勢を示していたスルタン家のハメンクブウォノ2世を退位させ、スルタン家の収入源だった東北海岸領の賃借料廃止、領土の一部割譲などを定めたジョグジャカルタ処分を言い渡した。割譲された領土にはスルタン家を治めるハメンクブウォノ家の墓があり、王家の誇りを著しく傷付けることになった。

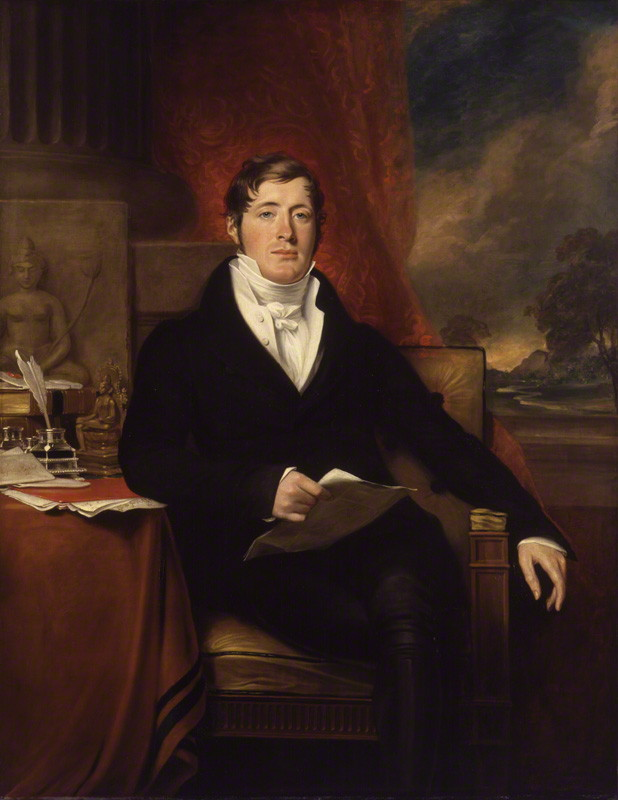
トーマス・ラッフルズ

1811年8月にイギリス軍がジャワのフランス軍を駆逐して1812年6月にジョグジャカルタを占領し、ジャワの支配権がイギリスに移った。ジャワ副総督に就任したトーマス・ラッフルズはジョグジャカルタ王侯領のスルタン家、スラカルタ王侯領のススフナン家・マンク・ヌゴロ家から領土を割譲させ、さらに徴税権を奪ったため、ジャワ王家の財政は悪化した。
ナポレオン戦争の終結により締結されたウィーン議定書に基き、ジャワの統治権をイギリスから返還されたオランダは、疲弊した本国を立て直すための財源を確保するためジャワに重税を課した。1818年10月4日、オランダ植民地政庁のジョグジャカルタ駐在官ナフス・ファン・ビュルフストはジャワの王族・貴族たちの領土を農園としてヨーロッパ人や華僑に貸し与えることを認めさせ、大規模なプランテーションを展開した。しかし、1823年5月6日にビュルフストの対立派閥に属する総督ゴデルト・ファン・デル・カペレンはジャワの王族・貴族たちが領土を貸し与えることを禁止したため、賃貸料を返還する必要に迫られた王族・貴族たちの財政は悪化し、オランダへの不満は高まった。

### 華僑の台頭

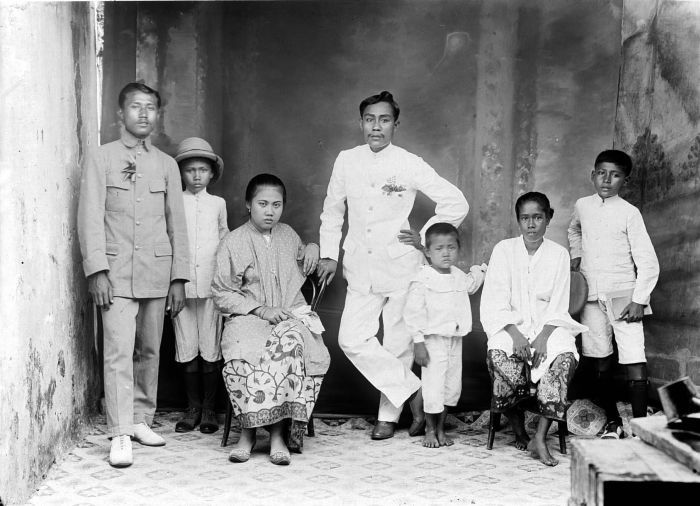
プラナカンの家庭

ヨーロッパ人支配者の介入によって財政難に陥ったジャワの王族・貴族たちは、植民地政庁の下で勢力を伸ばしていた華僑の商人たちに経済的に依存するようになった。王族・貴族たちは借金の抵当として華僑商人に領土の徴税権を譲渡するようになり、外国人の保護・監督権を有していた植民地政庁の影響力も合わせて増していった。華僑はジャワ王家が分立する前のマタラム王国時代からコメ・チーク材の輸出商人や徴税人としてジャワ王家に仕え、オランダ東インド会社の下ではアヘン取引の独占権を与えられるなど、一定の影響力を有していた。明の崩壊後はジャワへの移民が増加し、各地に中国人首長を中心とする華僑社会が形成され、徴税人として仕えることでジャワ王家の主要な収入源として重視された。
1812年6月のイギリス軍のジョグジャカルタ攻略の際には、中国人首長タン・ジン・シンがイギリス軍に食料を援助し、タン・ジン・シンはその功績により「ラデン・トゥムングン・ スチャディニンラト」の名前と上級貴族の地位及び領土を与えられ、ジャワ宮廷における華僑の影響力が増すことになった。領土を得た華僑たちは通行税・市場税などの徴税を拡大していき、そのためコメの価格高騰や流通停滞を招き、ジャワ戦争直前には徴税所が暴動で焼き討ちされるなど華僑への反感が高まっていた。

### 王位継承問題

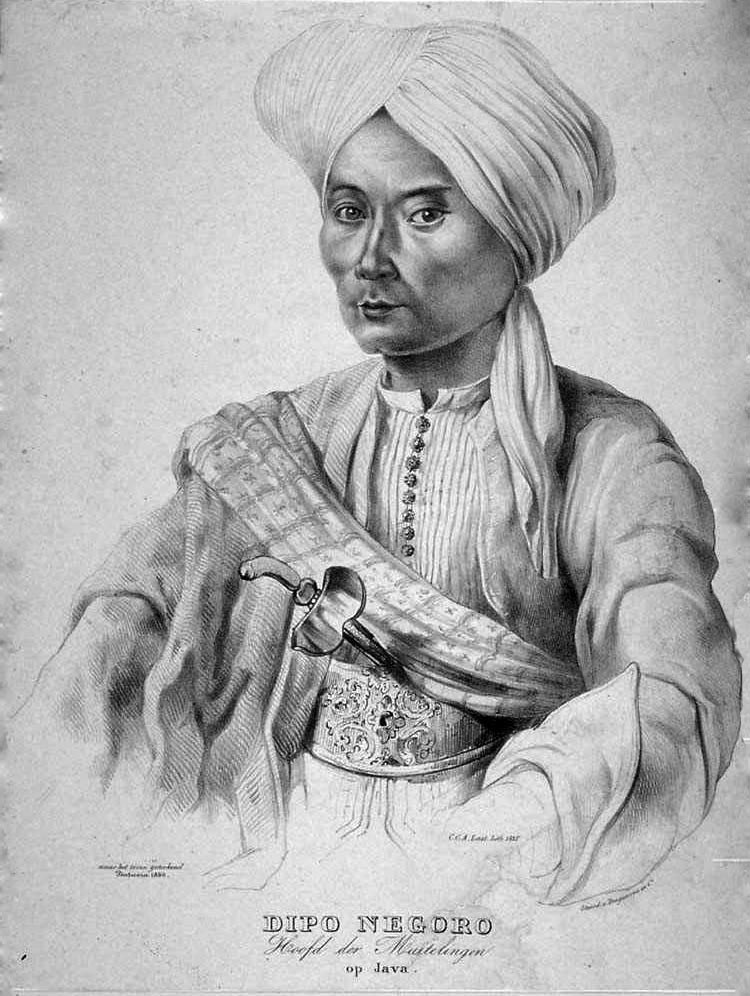
ディポヌゴロ

このような情勢の中で、スルタン家の王位継承問題が発生した。イギリスがジョグジャカルタを支配した際に、ダーンデルスはハメンクブウォノ2世を復位させるが、彼はイギリスの求めた領土割譲に反対したため再び廃位され、息子のハメンクブウォノ3世が即位した。
1814年にハメンクブウォノ3世が崩御した際、民衆からの人気が高い長男ディポヌゴロは母親が身分の低い妾だったため王位を継げず、次男ジャロットがハメンクブウォノ4世として即位した。1823年にハメンクブウォノ4世が崩御すると、ハメンクブウォノ2世の妃アゲンとハメンクブウォノ4世の妃ケンコノは王太子メノルを王位に就けるためオランダに掛け合った。オランダは人望のあるディポヌゴロを警戒し、13歳のメノルをハメンクブウォノ5世として即位させ、ディポヌゴロは叔父マンクブーミと共にハメンクブウォノ5世の後見人となった。しかし、戴冠式の際にはオランダ人官吏がハメンクブウォノ5世を抱えて玉座に座ったため、ディポヌゴロは怒りを見せた。また、カペレンの領土貸与禁止令により、ディポヌゴロの財政も悪化することになり、オランダがハメンクブウォノ家の墓を破壊して新たに道路を整備したことで、これらの経緯に不満を募らせたディポヌゴロは反乱を決意する。
1824年10月29日にディポヌゴロは屋敷で集会を開き反乱計画を協議し、民衆の負担を降らすことを掲げてオランダへの反乱を宣言する。ディポヌゴロの支持者たちは、オランダへの反乱を「オランダと棄教者に対するジハード」と主張した。

## 戦争の推移

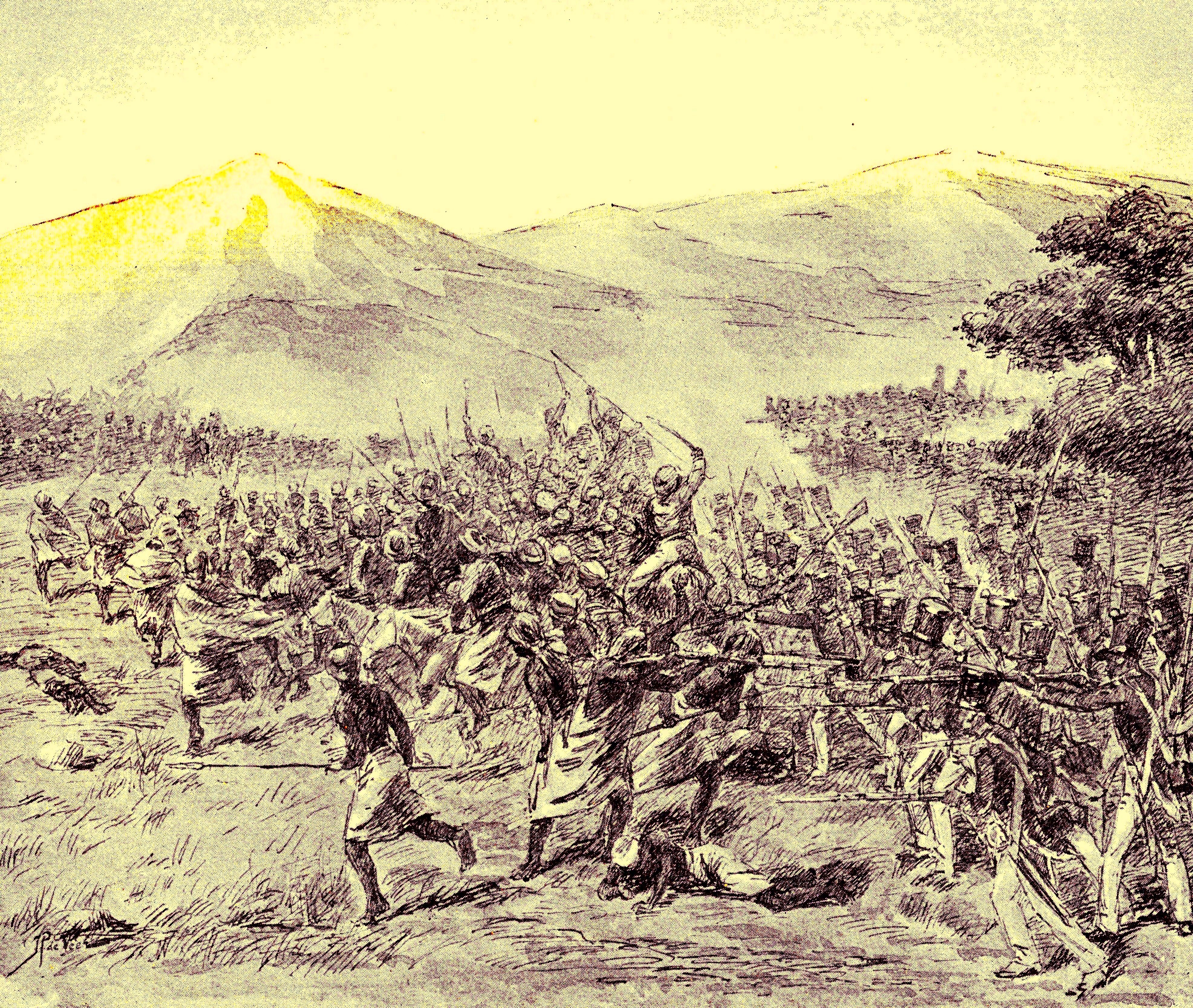
ジャワ戦争を描いた絵画

1825年中旬、ディポヌゴロは王都ジョグジャカルタ周辺の街を攻略することを計画した。計画には叔父マンクブーミやスラカルタのイスラム指導者キヤイ・マジャも加わった。反乱の動きを察知したオランダは、7月20日に部隊を派遣してディポヌゴロとマンクブーミを捕えようとディポヌゴロの屋敷を襲撃するが、ディポヌゴロたちは間一髪で脱出に成功した。ディポヌゴロはマンクブーミの助言に従いグア・セラロンに拠点を定め、ジョグジャカルタを攻略するため進軍を開始する。ジャワの民衆は作物を安価な固定価格でオランダに買い取られていたため、民衆の大部分がディポヌゴロ軍に協力し、戦闘に長けた山賊集団を味方につけた。また、王族・貴族もオランダへの反感からジョグジャカルタのパンゲラン（王子）37人中15人、上級官吏107人中47人がディポヌゴロ軍に協力している。ディポヌゴロは華僑との連携に反対していたが、東北海岸領の一部の中国人イスラム教徒からは支援を受けている。

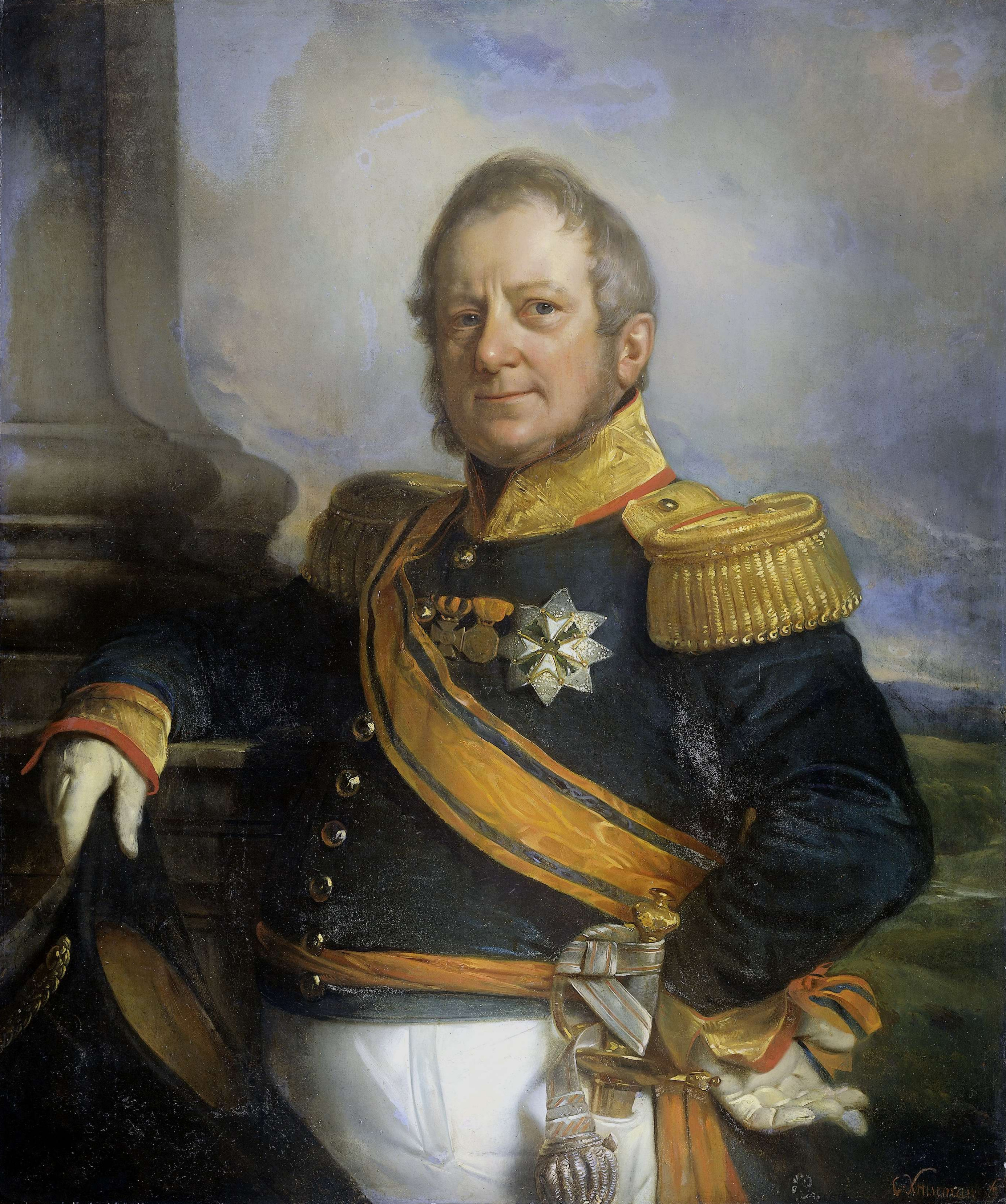
ヘンドリック・メルク・デ・コック

ディポヌゴロ軍はオランダ軍からジョグジャカルタを奪い、ジャワ中央部を支配下に置いた。オランダ軍はナポレオン戦争で活躍した歩兵・騎兵・砲兵などの近代式軍隊を動員し、数十の街や村で戦闘が行われた。日中の戦闘はオランダ軍が優勢に立つが、ディポヌゴロ軍に夜襲を仕掛けられて占領地を奪還され、一進一退を繰り返した。ディポヌゴロ軍は武器庫や食糧庫を森の中に隠し、戦闘を続ける中で火薬・銃弾の製造を行った。さらに地形を綿密に調査し、オランダ軍よりも優位に立った。数か月間にわたり雨期が到来するとディポヌゴロ軍は攻勢を強め、一方のオランダ軍はマラリアや赤痢に苦しめられ士気が低下し、停戦を申し出た。停戦が実現すると、オランダ軍は集落にスパイを放ち分断を図り、同時にディポヌゴロ軍兵士の家族を襲撃しようとした。しかし、徴兵したジャワ人兵士が尻込みしたため、襲撃は思うような成果を上げられなかった。
オランダ軍は1826年に東インド副総督に就任したヘンドリック・メルク・デ・コックの指揮下で態勢を立て直し、1827年には要塞の建設と本国・スラウェシ島から兵力を増強することでディポヌゴロ軍に反撃した。ジョグジャカルタを追われたディポヌゴロ軍はゲリラ戦を展開して対抗するが、戦争の長期化により兵力を維持できなくなり劣勢に立たされた。1829年に精神的指導者のキヤイ・マジャがオランダ軍に捕縛され、マンクブーミと指揮官アリバシャ・セントットも降伏した。1830年3月28日にディポヌゴロとデ・コックはマゲランで停戦交渉を行うが、ディポヌゴロはオランダ軍の待ち伏せに遭い捕縛された。捕縛されたディポヌゴロはマナド、次いでマカッサルに追放され、1855年に同地のロッテルダム要塞で死去した。

## 戦後のジャワ

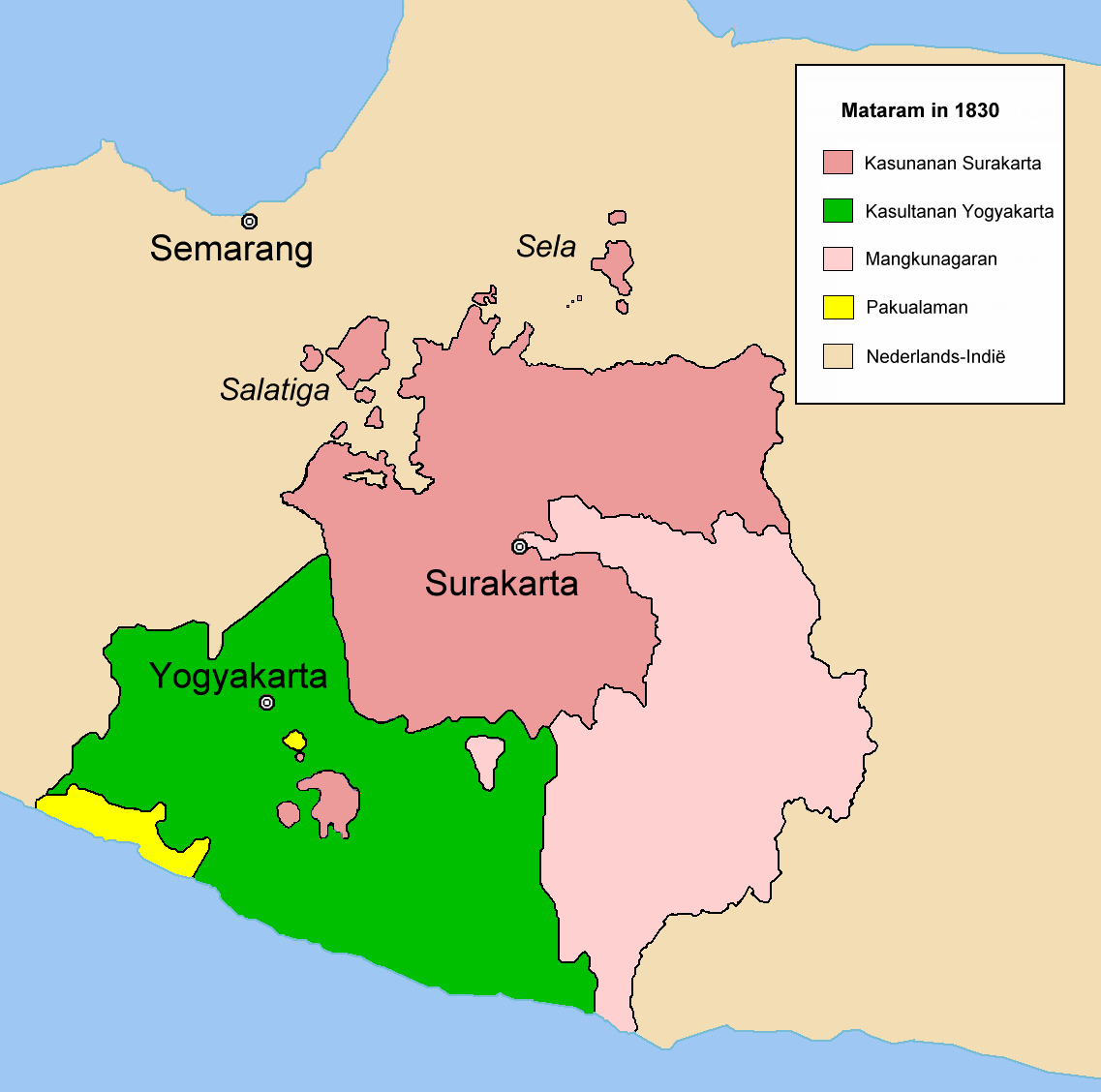
ジャワ戦争後の王侯領

ジャワ戦争でオランダ軍は甚大な被害を受けたが、戦争でジャワの不平派を一掃したオランダはスルタン家の領土を大幅に割譲させ、王侯領内にオランダ人官吏を長官とする裁判所を設立して司法権の優位性を獲得し、スルタン家の影響力を排除した。さらに中国人が大規模な土地を所有することを禁止し、華僑の影響力も排除した。これによりスルタン家・華僑の勢力は衰退し、特にジャワ戦争でディポヌゴロ軍の標的として攻撃された中国人社会は人的被害に加えて経済的な損害も受けたため、出世頭だったタン・ジン・シンは中国人社会の恨みを買い孤立し、ジャワ戦争終結の翌年1831年に死去した。また、東インド総督ヨハネス・ファン・デン・ボッシュが導入した強制栽培制度により、農民は作物の20%を税として納めるか、または1年の内60日間は強制労働に従事することを強制された。これによりオランダは莫大な利益を得て財政を立て直し、オランダ領東インドは重要な利益供給源となった。
反乱の鎮圧後、オランダ軍は休戦状態だったパドリ戦争を再開し、ジャワの兵力を西ジャワ州・ミナンカバウに動員し、兵力で劣るパドリ派の砦を攻略した。1837年にはパドリ派指導者トゥアンク・イマーム・ボンジョールを捕縛し、翌1838年にミナンカバウ全土を平定した。ジャワ戦争とパドリ戦争を最後にオランダ領東インドでは大規模な反乱は起こらず、1945年のインドネシア独立宣言までオランダの植民地支配を受けることになった。